# Skip & Loafer
Skip & Loafer (jap. スキップとローファー Sukippu to rōfā) – manga autorstwa Misaki Takamatsu, publikowana na łamach magazynu „Gekkan Afternoon” wydawnictwa Kōdansha od sierpnia 2018. Na jej podstawie studio P.A. Works wyprodukowało serial anime, który emitowano od kwietnia do czerwca 2023. Zapowiedziano powstanie drugiego sezonu.
W Polsce prawa do dystrybucji mangi nabyło wydawnictwo Kotori.

## Fabuła
Mitsumi Iwakura jest licealistką, która po ukończeniu gimnazjum przeprowadza się z rodzinnego miasta w prefekturze Ishikawa do Tokio, by rozpocząć naukę w liceum. Niestety w dniu rozpoczęcia szkoły dziewczyna gubi się w godzinach szczytu na jednej ze stacji. Zostaje jednak odnaleziona przez kolegę z klasy, Sōsuke Shimę, który pomaga jej i towarzyszy w drodze do szkoły.

## Bohaterowie
- Mitsumi Iwakura (jap. 岩倉 美津未 Iwakura Mitsumi)

Seiyū: Tomoyo Kurosawa 
Uczennica pierwszej klasy liceum, która przeprowadziła się do Tokio z małej miejscowości w pobliżu Suzu w prefekturze Ishikawa. Ma krótkie brązowe włosy i oczy sanpaku. Jako cudowne dziecko, dostała się do liceum uplasowując się w czołówce swojej klasy, nie ma jednak zdolności sportowych. Jej czysta osobowość nieumyślnie wpływa na ludzi wokół niej. Ma młodszą siostrę i brata.
- Sōsuke Shima (jap. 志摩 聡介 Shima Sōsuke)

Seiyū: Akinori Egoshi 
Kolega Mitsumi z klasy, który ma blond włosy i cieszy się popularnością wśród dziewcząt. Jest miły i uprzejmy dla wszystkich, ale nie okazuje swoich prawdziwych uczuć i ma nieco nieuchwytną stronę. Poznaje Mitsumi podczas pierwszego dnia szkoły, kiedy oboje spóźniają się na rozpoczęcie roku szkolnego.
- Mika Egashira (jap. 江頭 ミカ Egashira Mika)

Seiyū: Yuka Terasaki 
Koleżanka z klasy Mitsumi, która podeszła do niej po tym, jak Mitsumi zaprzyjaźniła się z Sōsuke. Czysta natura Mitsumi zainspirowała ją do stawienia czoła swoim kompleksom. Rozwija troskliwą relację z Mitsumi.
- Yuzuki Murashige (jap. 村重 結月 Murashige Yuzuki)

Seiyū: Maaya Uchida 
Koleżanka z klasy Mitsumi i jej pierwsza przyjaciółka w Tokio. Jej popularność wśród chłopców sprawiła, że nabawiła się kompleksu bycia odrzucaną przez inne dziewczyny. W dzieciństwie mieszkała za granicą i ma blond włosy, więc ludzie zakładają, że jest dobra w języku angielskim, chociaż ona sama sądzi inaczej.
- Makoto Kurume (jap. 久留米 誠 Kurume Makoto)

Seiyū: Megumi Han 
Koleżanka Mitsumi z klasy. Jest introwertyczna i martwi się, że zostanie odizolowana. Poznaje Mitsumi, gdy odwiedza samorząd uczniowski, próbując dołączyć do jakiejś społeczności.
- Nao (jap. ナオ)

Seiyū: Mitsuki Saiga 
Ciotka Mitsumi ze strony ojca. Jest transpłciową kobietą i pracuje jako stylistka. Pełni rolę opiekunki Mitsumi od czasu jej przeprowadzki do Tokio.
- Tsukasa Mukai (jap. 迎井 司 Mukai Tsukasa)

Seiyū: Hikaru Tanaka 
Kolega z klasy Mitsumi i przyjaciel Sōsuke od czasów gimnazjum. Jest cichy i uprzejmy.
- Kento Yamada (jap. 山田 健斗 Yamada Kento)

Seiyū: Ayumu Murase 
Kolega z klasy Mitsumi i przyjaciel Sōsuke. Jest przyjacielską i energiczną osobą, która potrafi poprawić nastrój na zajęciach.
- Narumi Kanechika (jap. 兼近 鳴海 Kanechika Narumi)

Seiyū: Ryōhei Kimura 
Uczeń drugiego roku i członek kółka teatralnego, który rekrutuje Mitsumi do klubu. Jest nadmiernie pochłonięty teatrem i choć może brakować mu delikatności w swoich działaniach, jest także uczciwą osobą, która rozwesela innych.
- Tokiko Takamine (jap. 高嶺 十貴子 Takamine Tokiko)

Seiyū: Minami Tsuda 
Uczennica drugiego roku i członkini samorządu studenckiego. Jest skrajną perfekcjonistką, która dobrowolnie przestrzega ścisłego harmonogramu dnia. Ma stoicką osobowość, jednak stała się milsza po poznaniu Mitsumi. Była kandydatką na następną przewodniczącą rady uczniowskiej, ale przegrała z Kazakamim z powodu jej przerażającego wizerunku, ostatecznie zostając wiceprzewodniczącą.

## Manga
Pierwszy rozdział mangi został opublikowany 25 sierpnia 2018 w magazynie „Gekkan Afternoon”. Następnie wydawnictwo Kōdansha rozpoczęło zbieranie rozdziałów do wydań w formacie tankōbon, których pierwszy tom ukazał się 23 stycznia 2019. Według stanu na 23 grudnia 2024, do tej pory wydano 11 tomów.
1 marca 2024 wydanie mangi w Polsce zapowiedziało wydawnictwo Kotori, premiera odbyła się zaś 29 maja tego samego roku.
| Nr | Język japoński    | Język japoński         | Język polski      | Język polski           |
| Nr | Data wydania      | ISBN                   | Data wydania      | ISBN                   |
| -- | ----------------- | ---------------------- | ----------------- | ---------------------- |
| 1  | 23 stycznia 2019  | ISBN 978-4-06-514209-7 | 29 maja 2024      | ISBN 978-83-68051-03-2 |
| 2  | 23 lipca 2019     | ISBN 978-4-06-516300-9 | 26 lipca 2024     | ISBN 978-83-68051-15-5 |
| 3  | 21 lutego 2020    | ISBN 978-4-06-518471-4 | 27 września 2024  | ISBN 978-83-68051-27-8 |
| 4  | 21 sierpnia 2020  | ISBN 978-4-06-520539-6 | 27 listopada 2024 | ISBN 978-83-68051-36-0 |
| 5  | 23 marca 2021     | ISBN 978-4-06-522497-7 | 31 stycznia 2025  | ISBN 978-83-68051-50-6 |
| 6  | 22 listopada 2021 | ISBN 978-4-06-525779-1 | 26 marca 2025     | ISBN 978-83-68051-58-2 |
| 7  | 22 czerwca 2022   | ISBN 978-4-06-528147-5 | 21 maja 2025      | ISBN 978-83-68051-74-2 |
| 8  | 23 stycznia 2023  | ISBN 978-4-06-530267-5 | 25 lipca 2025     | ISBN 978-83-68051-86-5 |
| 9  | 23 sierpnia 2023  | ISBN 978-4-06-532642-8 | —                 |                        |
| 10 | 22 marca 2024     | ISBN 978-4-06-534851-2 | —                 |                        |
| 11 | 23 grudnia 2024   | ISBN 978-4-06-537722-2 | —                 |                        |

## Anime
W listopadzie 2021 ogłoszono, że manga otrzyma adaptację w formie telewizyjnego serialu anime. Seria została zanimowana przez studio P.A. Works, za reżyserię i scenariusz odpowiadała Kotomi Deai, postacie zaprojektowała Manami Umeshita, która pełniła również rolę głównego reżysera animacji, natomiast muzykę skomponował Takatsugu Wakabayashi. Anime było emitowane od 4 kwietnia do 20 czerwca 2023 na antenie Tokyo MX i w innych stacjach. Motywem otwierającym jest „Mellow” (jap. メロウ Merō) autorstwa Keiny Sudy, końcowym zaś „Hanauta to mawari michi” (jap. ハナウタとまわり道) w wykonaniu Rikako Aidy. Prawa do streamingu serii nabył serwis Crunchyroll.
19 grudnia 2024 zapowiedziano powstanie drugiego sezonu. Główni członkowie ekipy produkcyjnej powrócą do prac nad serialem, a Yoko Yonaiyama dołączy do Deai przy tworzeniu scenariusza.

### Lista odcinków
| №  | Tytuł                                                              | Premiera         |
| -- | ------------------------------------------------------------------ | ---------------- |
| 1  | Sparkling-Fresh Pikapika (ピカピカ)                                | 4 kwietnia 2023  |
| 2  | Fidgeting and Wandering Sowasowa urouro (そわそわ うろうろ)        | 11 kwietnia 2023 |
| 3  | Dreamy and Sparky Fuwafuwa bachibachi (フワフワ バチバチ)          | 18 kwietnia 2023 |
| 4  | Tingling and Scraping Piripiri katsukatsu (ピリピリ カツカツ)      | 25 kwietnia 2023 |
| 5  | Prickly and Giddy Chikuchiku isoiso (チクチク いそいそ)            | 2 maja 2023      |
| 6  | Drizzling and Flickering Shitoshito chikachika (シトシト チカチカ) | 9 maja 2023      |
| 7  | Hectic and Hot Stuff Patapata motemote (パタパタ モテモテ)         | 16 maja 2023     |
| 8  | Heat and Complications Muwamuwa iroiro (ムワムワ いろいろ)         | 23 maja 2023     |
| 9  | Drowsy and Peppy Torotoro runrun (トロトロ ルンルン)               | 30 maja 2023     |
| 10 | Scrambling and Dripping Batabata poroporo (バタバタ ポロポロ)      | 6 czerwca 2023   |
| 11 | Hype and Excitement Waiwai zawazawa (ワイワイ ザワザワ)            | 13 czerwca 2023  |
| 12 | Shining Kirakira (キラキラ)                                        | 20 czerwca 2023  |

## Odbiór
Do stycznia 2023 manga rozeszła się w nakładzie ponad 1 miliona egzemplarzy.